# Wanfenghu
Wanfenghu (kinesiska: 万峰湖, 万峰湖镇) är en köping i Kina. Den ligger i provinsen Guizhou, i den sydvästra delen av landet, omkring 240 kilometer sydväst om provinshuvudstaden Guiyang. Antalet invånare är 11847. Befolkningen består av 5 837 kvinnor och 6 010 män. Barn under 15 år utgör 25,0 %, vuxna 15-64 år 63 %, och äldre över 65 år 11,0 %.